# Pawel Alexejewitsch Kanarski
Pawel Alexejewitsch Kanarski (russisch Павел Алексеевич Канарский; * 25. Februar 1982 in Moskau, Russische SFSR) ist ein russischer Eishockeyspieler, der seit Juni 2015 bei Torpedo Ust-Kamenogorsk in der Wysschaja Hockey-Liga unter Vertrag steht.      

## Karriere
Pawel Kanarski begann seine Karriere als Eishockeyspieler in seiner Heimatstadt in der Nachwuchsabteilung des PHK Krylja Sowetow Moskau, für dessen Profimannschaft er von 1999 bis 2001 in der Wysschaja Liga, der zweiten russischen Spielklasse, aktiv war. In der Saison 2000/01 spielte er zudem zwischenzeitlich für den Ligarivalen Disel Pensa. Von 2001 bis 2003 spielte der Verteidiger je ein Jahr lang für die Zweitligisten THK Twer und Kristall Saratow, ehe er weitere drei Jahre mit Krylja Sowetow zweitklassig verbrachte. In der Saison 2005/06 stieg er mit seiner Mannschaft in die Superliga auf. Bei Krylja Sowetow begann er auch die Saison 2006/07 in der Superliga, ehe er zur Mitte der Spielzeit zum Ligarivalen SKA Sankt Petersburg wechselte, für den er saisonübergreifend ein Jahr lang auflief. Anschließend spielte er zweieinhalb Jahre lang für Sewerstal Tscherepowez, für den er von 2008 bis 2010 in der Kontinentalen Hockey-Liga auf dem Eis stand.
Die Saison 2010/11 begann er bei seinem Heimatverein PHK Krylja Sowetow Moskau in der neuen zweiten russischen Spielklasse, der Wysschaja Hockey-Liga, ehe er zur Saisonmitte zum KHL-Teilnehmer Metallurg Nowokusnezk wechselte. 

## Erfolge und Auszeichnungen
- 2006 Aufstieg in die Superliga mit dem PHK Krylja Sowetow Moskau

## KHL-Statistik
(Stand: Ende der Saison 2010/11)